# 5094 Seryozha
5094 Seryozha è un asteroide della fascia principale. Scoperto nel 1982, presenta un'orbita caratterizzata da un semiasse maggiore pari a 2,8400467 UA e da un'eccentricità di 0,0856091, inclinata di 1,66222° rispetto all'eclittica.